# Tokary (obwód brzeski)
Tokary (biał. Такары, Takary) – wieś na Białorusi, w rejonie kamienieckim obwodu brzeskiego. Miejscowość wchodzi w skład sielsowietu Ogrodniki.
Po II wojnie światowej wieś została przedzielona granicą państwową na część polską i białoruską.
Tokary leżą 46 km na zachód do Kamieńca, 43 km na północny zachód od Brześcia, 10 km na południowy zachód od stacji kolejowej Wysokie Litewskie na linii Brześć – Wysokie Litewskie i 500 m od granicy polsko-białoruskiej nieopodal polskich Tokar.

## Zabytki
- Cerkiew prawosławna pw. św. Michała Archanioła z 1816 r., parafialna

## Urodzeni we wsi
- Wsiewołod Makarowicz Ignatowski (1881–1931) – białoruski historyk, działacz narodowy, pierwszy przewodniczący Narodowej Akademii Nauk Białorusi